# Stanitsa
Een stanitsa (Russisch: станица; Oekraïens: станиця; kozakkendorp of kozakkenstad) is een rurale kozakkeneenheid, die meerdere bewoonde plaatsen kan omvatten als choetors (хутор; enkele boerderij) en nederzettingen (посёлок; posjolok) in een Kozakken-vojsko). De stanitsa's ontstonden in de 16e eeuw ten tijde van het Grootvorstendom Moskou toen de term werd gebruikt voor verkenners te paard die de Tataarse steppegrenzen van dat rijk moesten bewaken. Hun gemeenschappen waren gebaseerd op bloedverwantschap (nieuwelingen konden door te trouwen lid worden, stanitsa's bezaten soms meerdere etniciteiten) en waren hiërarchisch ingedeeld met een ataman, een plaatsvervanger en zijn geldbeheerder als dagelijkse leiding, die werd verkozen door de staten (сословие) van een stanitsa. Elke stanitsa had minimaal een kerk en een gerechtsgebouw. Stanitsa's waren soms mobiel, zodat ze met de seizoenen konden worden verplaatst. Eerst waren de huizen meestal van hout, maar later kwamen ook stenen huizen op. Ten tijde van het Russische Rijk in de 17e eeuw waren de Russische grenzen verder zuidwaarts opgeschoven en veranderde de betekenis van de stanitsa van een militaire nederzetting naar een woonnederzetting. Stanitsa's werden vaak vernoemd naar de familienaam, waarvan sommige nog steeds deze naam dragen.